# 메인주의 통계 지구

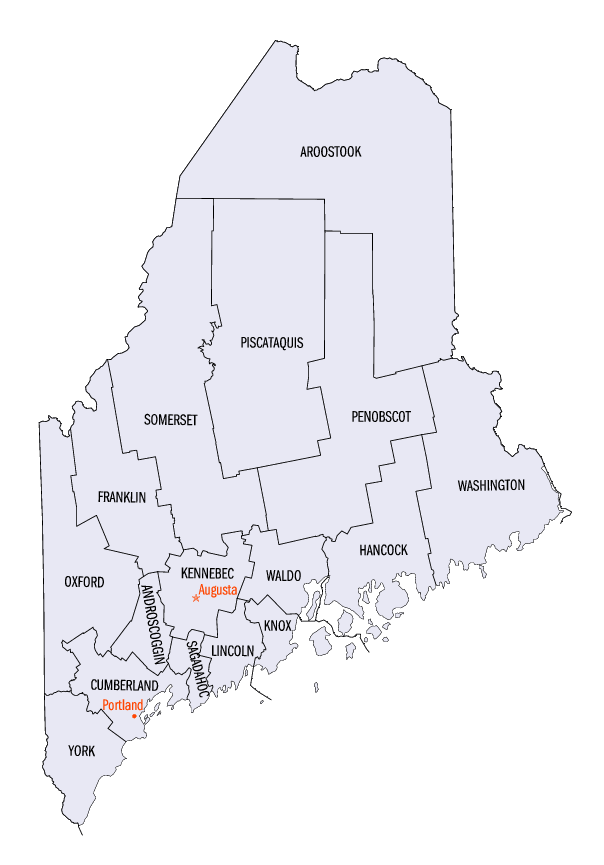
메인 주의 군들

메인의 주기

메인의 통계 지구(Maine Statistical Area)는 메인 주에 있는 통계 지구이다.

## 배치도
| 복합 통계 지구                        | 인구    | 핵심 기반 통계 지구                   | 인구    | 군           | 인구      |
| ------------------------------------- | ------- | ------------------------------------- | ------- | ------------ | --------- |
| 포틀랜드-루이스턴-사우스포틀랜드 지구 | 646,777 | 포틀랜드-사우스포틀랜드-비드포드 지구 | 538,500 | 컴벌랜드     | 295,003   |
| 포틀랜드-루이스턴-사우스포틀랜드 지구 | 646,777 | 포틀랜드-사우스포틀랜드-비드포드 지구 | 538,500 | 요크         | 207,651   |
| 포틀랜드-루이스턴-사우스포틀랜드 지구 | 646,777 | 포틀랜드-사우스포틀랜드-비드포드 지구 | 538,500 | 사가다호크   | 35,856    |
| 포틀랜드-루이스턴-사우스포틀랜드 지구 | 646,777 | 루이스턴-오번 지구                    | 108,277 | 앤드로스코긴 | 108,277   |
| 없음                                  | 없음    | 뱅고어 지구                           | 152,148 | 페놉스콧     | 152,148   |
| 없음                                  | 없음    | 오거스타-워터빌 지구                  | 122,302 | 케네벡       | 122,302   |
| 없음                                  | 없음    | 없음                                  | 없음    | 아루스투크   | 67,055    |
| 없음                                  | 없음    | 없음                                  | 없음    | 옥스퍼드     | 57,975    |
| 없음                                  | 없음    | 없음                                  | 없음    | 핸콕         | 54,987    |
| 없음                                  | 없음    | 없음                                  | 없음    | 서머싯       | 50,484    |
| 없음                                  | 없음    | 없음                                  | 없음    | 녹스         | 39,772    |
| 없음                                  | 없음    | 없음                                  | 없음    | 왈도         | 39,715    |
| 없음                                  | 없음    | 없음                                  | 없음    | 링컨         | 34,634    |
| 없음                                  | 없음    | 없음                                  | 없음    | 워싱턴       | 31,379    |
| 없음                                  | 없음    | 없음                                  | 없음    | 프랭클린     | 30,199    |
| 없음                                  | 없음    | 없음                                  | 없음    | 피스카타퀴스 | 16,785    |
| 메인                                  | 메인    | 메인                                  | 메인    | 메인         | 1,344,212 |

## 참고
- 인구 수는 2019년 기준이며 단위는 '명'이다.
- 케네벡군은 메인주 행정 기관들이 있는 오거스타가 있기 때문에 굵은 글씨로 표기했다.

## 같이 보기
- 대도시 통계 지구